# Мошковські

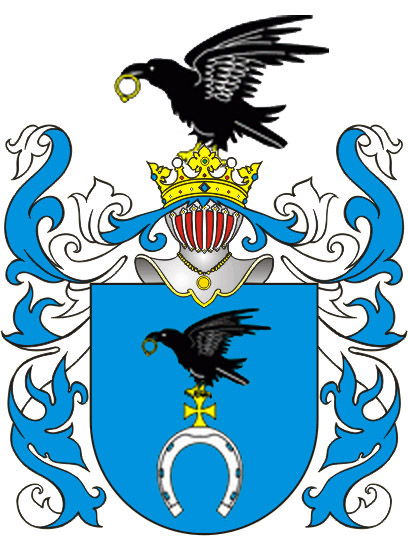
Варіант гербу Сліповрон

Мошковські (пол. Morzkowscy) — шляхетський рід гербу Сліповрон у Речі Посполитій. Назва прізвища — від поселення Мошків (лит. Morškuvas, пол. Morzków, нині у складі Польщі).

## Представники
- Миколай Мошковський — шляхтич, в 1594 році дідич села Мошків; мав 4 синів: Ян (Іван), Миколай, Пйотр, Томаш
  - Пйотр Мошковський — полеміст, аріянин-«міністр»; може, мав сина Кшиштофа
    - Пйотр Мошковський, 1646 року прийнятий до збору в Ракові
- Іван Мошковський — батько гетьмана Павла Мошковського-Тетері
  - Павло Мошковський-Тетеря — гетьман України
- Антоній Станіслав Мошковський — суддя земський вєлюнський, маршалок Барської конфедерації, дружина Зофія Конопніцька[1]
- Кшиштоф, Марцін Мошковські — аріяни, учасники синоду 1602 року в Ракові
- Юзеф Мошковський — житомирський староста
- Ян Мошковський — член «Братів польських» у Кисилині (1633-58 роки, разом з дружиною).
- Юзефа з Мошковських княгиня Яблоновська — дідичка Лисянки, дружина Кароля Яблоновського.[2]